# Tropidòfids
Els tropidòfids (Tropidophiidae) són una  família de serps no verinoses, la seva àrea de distribució s'estén des de Mèxic fins al sud del Brasil, incloent el Carib.
Són serps fosorials petites i mitjanes, algunes amb patrons de colors bonics i cridaners. Actualment es distingeixen 4  gèneres vius, que es componen de 22  espècies i un gènere extint d'una sola espècie.

## Descripció
Aquesta família es limita als neotròpics, principalment a les illes caribenyes de l'Espanyola, Jamaica i a les Illes Caiman, amb la major diversitat a Cuba, on es descobreixen noves espècies amb certa regularitat. Aquestes serps són petites, amb una mitjana d'uns 30-60 cm de longitud total.
La majoria de les espècies passen el dia sota terra o sota la fullaraca, i surten a la superfície només a la nit o quan plou. Algunes espècies són arbòries i sovint es mantenen amagades en matolls. Tenen la capacitat de canviar el seu color d'un color clar (quan estan actives durant la nit) a un color fosc (quan són inactives de dia). Aquest canvi de color es produeix pel moviment dels grànuls de pigment fosc. Quan se senten amenaçades, s'enrotllen en una bola atapeïda. Una conducta defensiva més peculiar és la seva capacitat de sagnar voluntàriament dels ulls, la boca i les fosses nasals.

## Distribució geogràfica
La seva àrea de distribució s'estén des del sud de Mèxic, Amèrica Central, fins al nord-oest de l'Amèrica del Sud a Colòmbia (Amazones), Equador i el Perú, així com al nord-oest i el sud-est del Brasil. També es troba a les illes caribenyes de l'Espanyola, Jamaica, Illes Caiman i Cuba.

## Gèneres
| Gènere       | Autor de tàxon | Espècies | Nom comú | Distribució geogràfica                         |
| ------------ | -------------- | -------- | -------- | ---------------------------------------------- |
| Exiliboa     | Bogert, 1968   | 1        |          | Mèxic.                                         |
| Trachyboa    | Peters, 1860   | 2        |          | Panamà, Colòmbia i Equador.                    |
| TropidophisT | Bibron, 1840   | 17       |          | Carib, Brasil, el Perú i Equador.              |
| Ungaliophis  | Müller, 1880   | 2        |          | Sud de Mèxic, Amèrica Central fins a Colòmbia. |

T Gènere tipus.